# Joyaux de la Couronne danoise

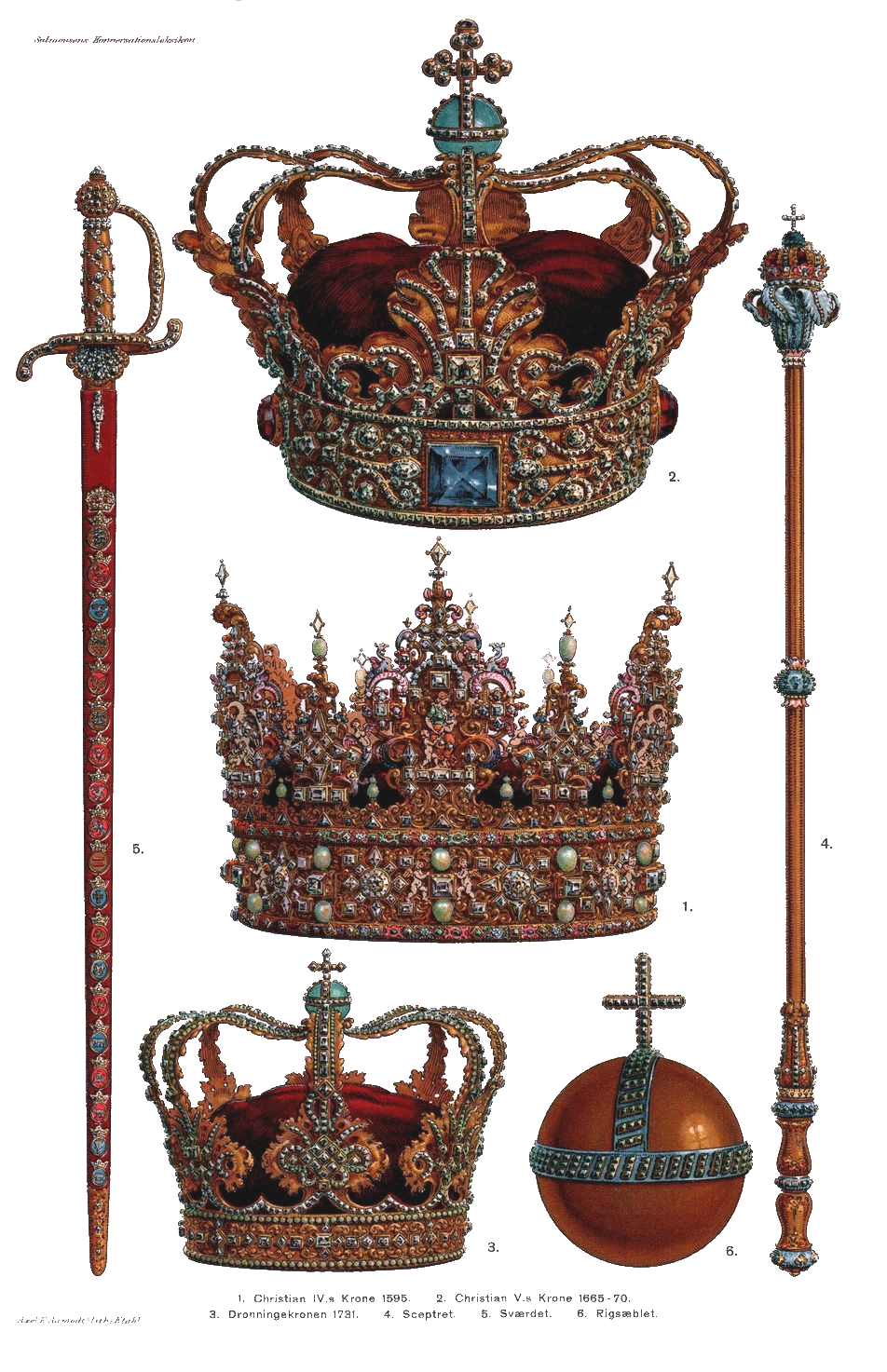
1. Couronne de Christian IV 1595. (centre) 2. Couronne de Christian V 1665–70. (Top 3. La couronne de la reine 1731. (en bas) 4. Sceptre. 5. Épée d'État. 6. Globus cruciger.

Les regalia de la Couronne danoise sont les symboles de la monarchie danoise. Ils se composent de trois couronnes, un sceptre (symbolisant l'autorité suprême), un Globus cruciger (un orbe symbolisant le royaume terrestre surmonté d'une croix), l'épée d'État et une ampoule (symbolisant l'onction des monarques). Les regalia royales danoises sont conservées dans le trésor du château de Rosenborg. La plus ancienne est l 'épée d'État de Christian III, datant de 1551. Ils incluent en outre le diamant du roi Christian IV ; selles brodées de perles et d'or; objets sculptés dans l'ivoire et le cristal de roche; pièces lapidaires de pierres précieuses et broches en forme d'animaux fantastiques.
À l'époque des monarques électifs, le clergé et la noblesse placaient la couronne sur la tête du roi lors de la cérémonie de couronnement. Après l'introduction de l'absolutisme en 1660, le couronnement du roi a été remplacé par l'onction, pour laquelle le roi arrive dans l'église portant la couronne et est consacré en étant oint d'huile. Pour l'onction de Christian V, une nouvelle couronne a été faite avec le trône du Danemark de dents de narval (soi-disant la corne de licorne mythique) et trois lions d'argent, ce dernier créé par Ferdinand Küblich (1664-1687). Cela a été inspiré par la description biblique du trône du roi Salomon, qui aurait été composé de corne de licorne et d'or et gardé par douze lions d'or.
Avec la Constitution de 1849, l'onction a été abolie et depuis lors, les insignes n'ont été utilisés qu'à l'occasion du Castrum doloris d'un monarque décédé (« camp du malheur ») où la couronne est placée sur le cercueil, les autres insignes posés au pied du cercueil, et le cercueil entouré des trois lions. Les lions étaient autrefois également exposés au Parlement lors de la session d'ouverture annuelle, mais cette tradition a été abandonnée il y a près de 100 ans. Ils ont également été exposés devant le trône dans la salle du trône du palais de Christiansborg lorsque les rois danois ont accordé des audiences à des occasions particulièrement formelles.
Les bijoux de la couronne font référence à quatre ensembles (parures) de bijoux appartenant à l'État pour une reine en exercice et sont toujours portés par la reine du Danemark.
Les insignes royaux, qui symbolisaient l'autorité du monarque à gouverner, comprennent la couronne du roi Christian IV, qui est un bel exemple de travail de guilde de la Renaissance, la couronne mieux connue du roi Christian V et une couronne plus petite pour l'époux du roi. La collection royale contient d'autres objets et bijoux importants, ainsi que des livres de prières précieux et des objets appartenant à l'ordre de l'Éléphant et à l'ordre du Dannebrog (comme le grand diamant et l'étoile perlée de l'ordre de l'Éléphant porté sur le manteau du couronnement).

## Les anciennes insignes
Le terme ancien regalia est utilisé pour décrire les insignes de la couronne utilisés avant l'introduction de la monarchie absolue en 1660.

### La couronne de Christian IV

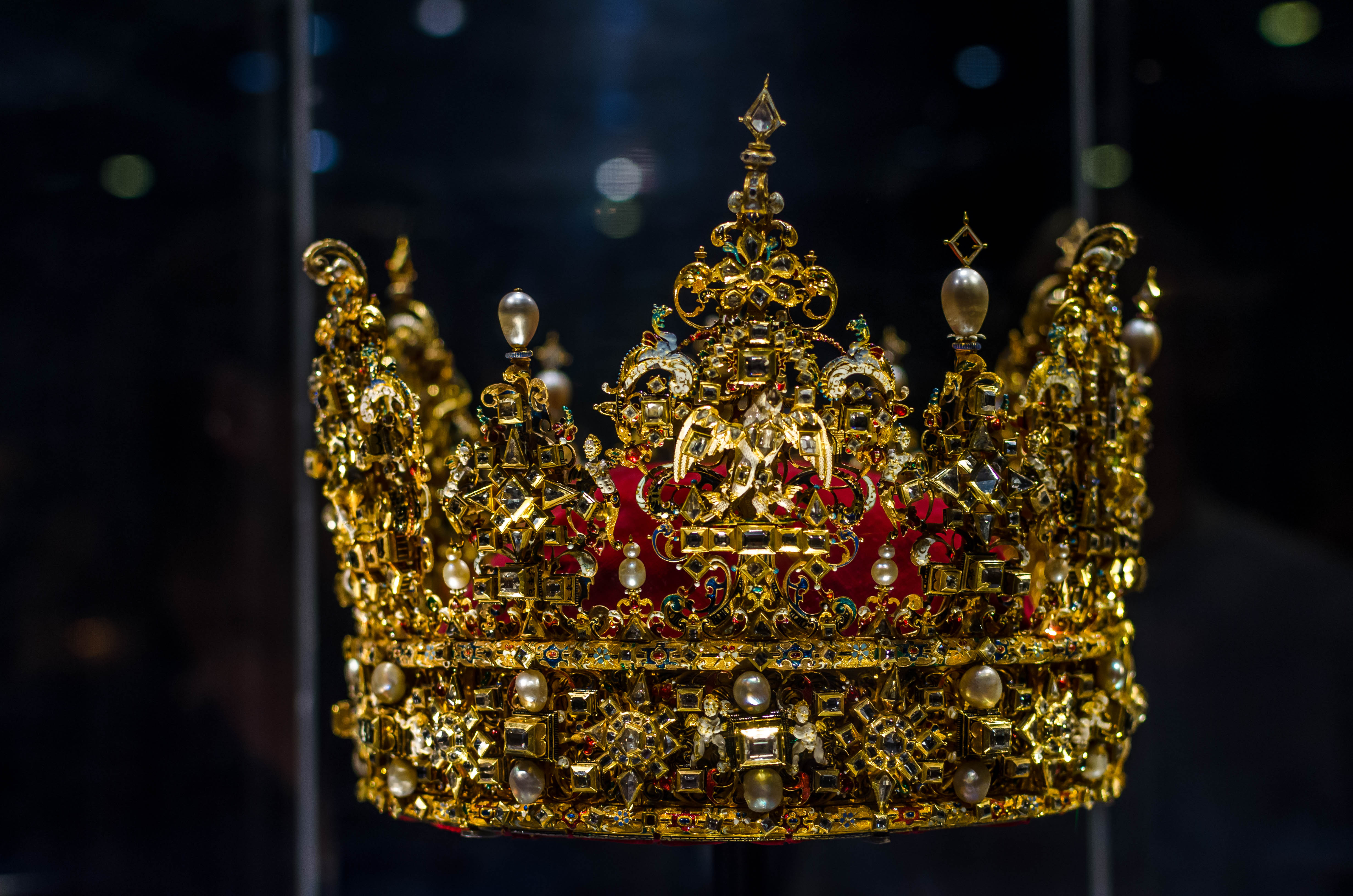
La couronne du roi Christian IV

La couronne a été façonnée par Dirich Fyring (1580-1603) à Odense assisté de l'orfèvre de Nuremberg Corvinianus Saur pendant les années 1595-1596 pour le couronnement de Christian IV. Il est composé d'or, d'émail, de pierres précieuses taillées sur table et de perles et pèse 2895 g,,.
Le cercle est orné de six ensembles de diamants taille table entre deux grosses perles rondes avec des putti émaillés de chaque côté. Entre chacun de ces ensembles se trouvent des ornements en forme d'étoile de diamants triangulaires et carrés de taille de table. Sur le bord supérieur du cercle se trouvent six grands et six petits points en forme d'arabesque. Au centre de chacun des plus grands points se trouve une figure allégorique émaillée de l'une des fonctions et vertus dominantes du roi. Les trois points au-dessus du front du roi et derrière chacune de ses oreilles portent un « pélican dans sa piété». La pointe à droite du front du roi porte une représentation de la force sur un lion, tandis que celle de gauche porte l'image de la justice en tant que femme tenant une épée et une paire d'écailles. Le point au-dessus de la nuque du roi porte l'image traditionnelle de la charité en tant que mère allaitant son enfant. À l'intérieur, ces points sont décorés des armoiries de diverses régions du royaume. Les six petits points portent chacun un design en forme d'étoile en diamants de table triangulaires et carrés avec une grande perle en forme de poire à son sommet.
À l'origine une couronne ouverte, en 1648, elle était fermée avec des arcs et un monde et une croix, mais Christian V les a ensuite retirées à nouveau, en utilisant les diamants et l'or pour la fabrication de sa propre couronne. Il fut utilisé pour la dernière fois lors du couronnement de Frédéric III en 1648.
L'épée d'état de Christian III a été fabriquée en 1551 par Johann Siebe. Il est en argent doré et décoré d'émail et de pierres précieuses taillées sur table. Avant l'introduction de la monarchie absolue, l'épée était le premier des insignes présentés au roi.

### Épée de reconnaissance de Christian IV
L'épée a été utilisée pour les distinctions et a une poignée en émail bleu décorée de diamants.

## Les nouveaux insignes

### La couronne de Christian V

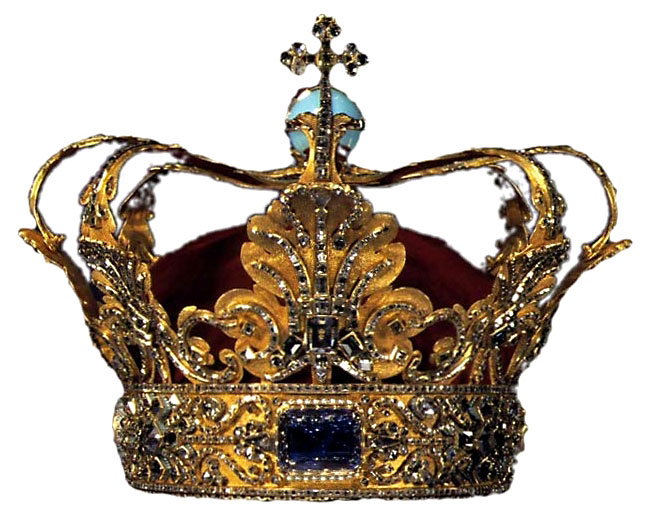
La couronne de Christian V

Cette couronne est la couronne officielle qui a été utilisée pour les onctions des monarques absolus danois jusqu'à la fin de l'absolutisme en 1849. Le premier monarque absolu danois Frédéric III voulait que son fils et héritier présumé, plus tard Christian V, soit en possession des symboles visibles du pouvoir au moment où il mourut lui-même et que son fils hérita du titre. Par conséquent, il a secrètement commandé plusieurs insignes de la couronne, y compris une couronne, pour entourer l'onction des monarques absolus avec autant de gloire que possible.
La couronne a été utilisée pour la première fois pour le couronnement de Christian V et la dernière fois pour le couronnement de Christian VIII en 1840. Aujourd'hui, la couronne est utilisée comme symbole de la monarchie et de l'État. Son seul usage cérémonial est lorsqu'il est placé sur le Castrum doloris d'un monarque décédé.
La couronne est le signe visible du pouvoir royal et a été fabriquée par l'orfèvre royal Paul Kurtz à Copenhague dans les années 1670–1671. En tant que couronne du premier monarque absolu, elle a été faite comme une couronne fermée pour avoir un aspect différent des couronnes ouvertes des rois élus, peut-être inspirée de la couronne impériale de Charlemagne.
Le cercle de la couronne est divisé en quatre par deux grands saphirs, un plat qui peut être retracé à Frédéric Ier sur le front du porteur (vraisemblablement un cadeau à son père, Christian I, de Galeazzo Maria Sforza, le duc de Milan en 1474) et une plus épaisse à l'arrière de la tête et par un spinelle d'un côté et un grenat de l'autre. Les quatre segments courbes du cercle entre ces pierres sont ornés de volutes en diamants taille table .
Sur le bord supérieur du cercle se trouvent huit feuilles d'acanthe, quatre plus grandes et quatre plus petites. Ces feuilles d'acanthe sont ornées de côtes ornées de diamants. La feuille d'acanthe avant est ornée d'un grand diamant taille table avec le monogramme de Christian V visible derrière. Attachés au dos de chacune de ces feuilles d'acanthe par des vis, des demi-arcs étroits sertis de diamants qui se rejoignent au sommet de la couronne pour soutenir une sphère (monde) émaillée bleu ciel décorée de diamants et d'une croix sertie de diamants sur le dessus. Au sommet de cette croix se trouve un rubis cabochon. La couronne pèse 2080 g.

### La couronne de la reine
La reine consort Charlotte Amalie de Hesse-Kassel n'a pas été couronnée et ne portait pas de couronne soit parce qu'elle appartenait à l'église réformée et n'était donc pas membre de l' Église du Danemark ou parce qu'il était jugé inutile de couronner la reine puisqu'elle avait le droit de porter des insignes lors de son mariage avec le roi.
Cependant, toutes les épouses de reines suivantes des monarques absolus ont été couronnées. Louise de Mecklenburg-Güstrow, consort du roi Frédéric IV, a été couronnée d'une couronne de reine faite pour elle, qui a également été utilisée par Frédéric IV pour couronner son successeur Anna Sophie Reventlow. Cependant Sophia Magdalen de Brandebourg-Kulmbach, la reine du roi Christian VI, ne voulait pas utiliser la couronne portée par son prédécesseur et fit fabriquer une nouvelle couronne par le joaillier royal Frederik Fabritius (1683-1755) en 1731. Cette couronne est faite comme celle de Christian V mais seulement plus haute et plus élancée. Il est décoré de diamants taillés sur table qui sont supposés provenir de la couronne de 1648 de la reine Sophie Amalie.

### Le sceptre
Le sceptre a été fabriqué par un orfèvre inconnu de Copenhague pour le couronnement de Frédéric III en 1648. Il est en or et se termine par un bouton émaillé allongé au bas décoré de côtes incrustées de diamants et d'un lys émaillé en haut avec une couronne royale au-dessus.

### Globus cruciger

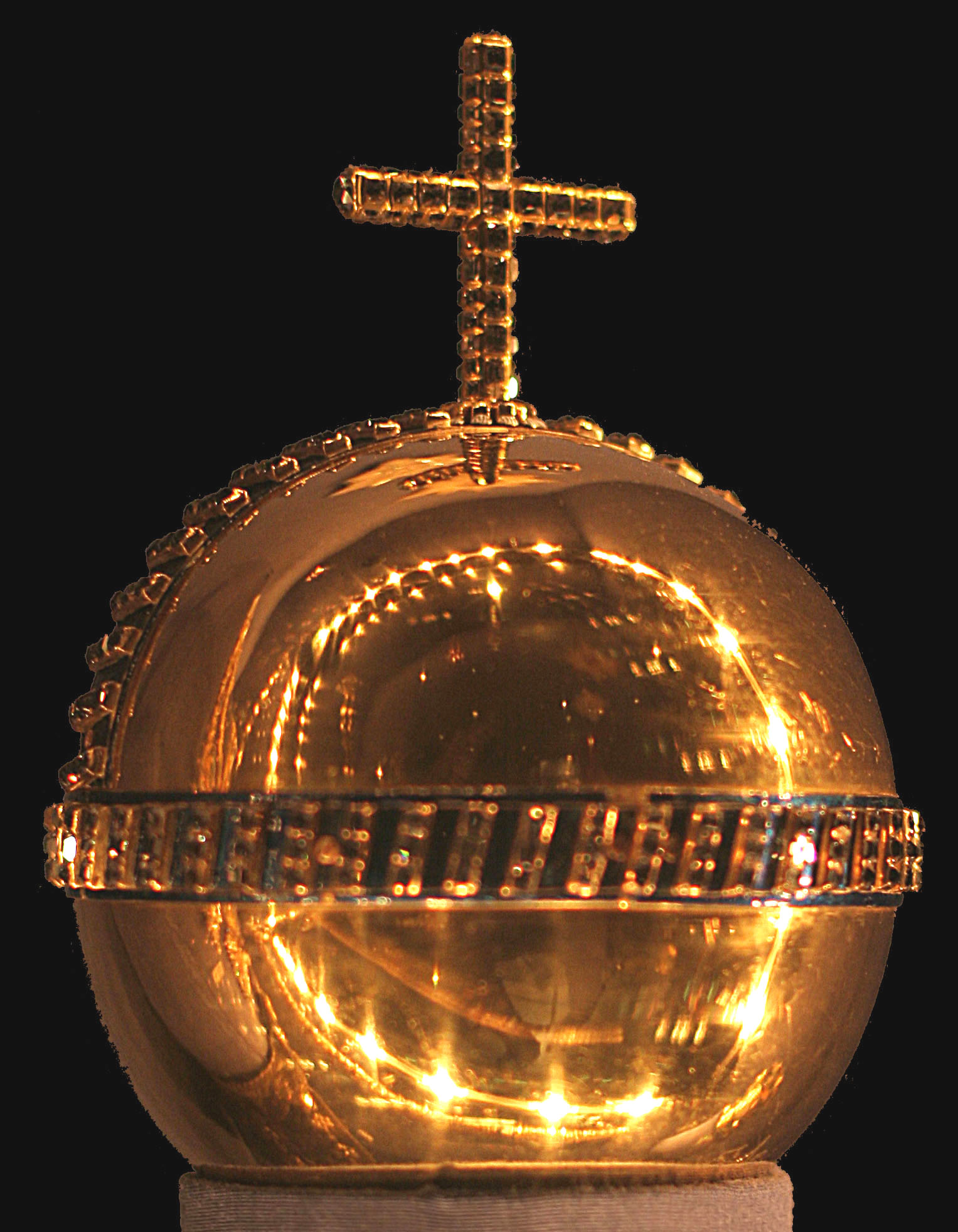
Danois Globus Cruciger

Le Globus cruciger symbolise la suprématie chrétienne dans le monde.[réf. nécessaire] C'est un globe d'or décoré d'une bande d'émail et de diamants. En plus de cela, un demi-cercle d'émail et de diamants. Il est surmonté d'une croix sertie de diamants. Il a été fabriqué à Hambourg pour le couronnement de Frédéric III en 1648.

### Épée d'État
L'épée d'État symbolise l'autorité protectrice, punitive du roi. L'épée était à l'origine un cadeau de mariage de Christian IV au mariage de 1643 de Frédéric III. Il a été utilisé pour l'onction de tous les monarques absolus et probablement aussi pour le couronnement de Frédéric III.
Sa croix de garde et sa poignée sont ornées de pierres précieuses. Le fourreau a une chape sertie de diamants, est recouvert de velours rouge et est décoré des armoiries de différentes parties du royaume. Au-dessus de chaque blason se trouve une petite couronne sertie de diamants.

### Ampoule
L'ampoule, utilisée pour contenir l'huile d'onction, est un cylindre en or et son couvercle émaillé d'une variété de fleurs et parsemé de diamants taille table fabriqués par un orfèvre inconnu de Copenhague pour le couronnement de Frédéric III en 1648.

## Voir également
- joyaux de la couronne